# Osservatorio fiscale europeo

## Storia
Il 15 luglio del 2020 la Commissione europea adotta un piano per sviluppare una fiscalità più equa e semplice all'interno dell'Unione europea. Questo piano prevede nelle sue numerose azioni, il varo di un Osservatorio fiscale europeo. Il 1 giugno 2021 l'Osservatorio fiscale europeo è varato alla presenza di Paolo Gentiloni, Commissario europeo per gli affari economici e monetari, Paul Tang, Presidente della Sottocommissione per le questioni fiscali del Parlamento europeo, Sven Giegold, membro della Sottocommissione affari fiscali del Parlamento europeo e Gabriel Zucman Presidente del nuovo osservatorio.

## Obiettivi
L'Osservatorio creato su iniziativa della Commissione europea e sotto l'egida del Parlamento europeo, è un laboratorio di ricerca indipendente basato presso l'École d'économie de Paris. Gli obiettivi dell'Osservatorio sono stati definiti nell'articolo 2.1 del bando per la sua creazione. Essi prevedono come obiettivo generale di : "... rafforzare la partecipazione della società civile alle attività di sensibilizzazione sulle azioni dell'UE, nonché sulla loro progettazione e attuazione, al fine di lottare contro la frode. l'evasione fiscale e la pianificazione fiscale aggressiva, e promuovere una tassazione equa."
Gli obiettivi specifici consistono in:
- condurre e promuovere ricerche originali e di qualità nel campo della frode fiscale, dell'evasione fiscale e della pianificazione fiscale aggressiva, mettendo particolare attenzione alla tassazione del reddito d'impresa;
- creare e diffondere un registro pubblico di dati e analisi, sulla frode, l'evasione fiscale e la pianificazione fiscale aggressiva, con particolare attenzione alla tassazione di reddito d'impresa;
- promuovere le informazioni dell'Osservatorio nell'ambito del dibattito europeo e internazionale in materia di frode ed evasione fiscale e pianificazione fiscale aggressivo.[3]

L'Osservatorio dovrà anche fornire una banca dati sull'elusione e l'evasione fiscale nell'UE.

## Struttura
Poiché l'Osservatorio deve essere un'entità indipendente e imparziale, viene richiesta una partecipazione molta varia fra cui anche la collaborazione con ONG, esperti nazionali e operatori economici di vario tipo. Il nucelo centrale deve essere composto da fiscalisti, giuristi, ricercatori, giornalisti e personale accademico con diverse nazionalità e orientamenti eterogenei, per poter offrire ai decisori politici informazioni obiettive di qualità. L'èquipe fissa è coordinata da un Presidente.
All'èquipe dell'Osservatorio si affiancano non solo dei ricercatori ma anche un Consiglio consultativo composto da sette persone provenienti sia dal mondo accademico, che istituzionale e privato.